# Gostinica
Gostinica (en serbe cyrillique : Гостиница) est un village de Serbie situé sur le territoire de la Ville d'Užice, district de Zlatibor. Au recensement de 2011, il comptait 556 habitants.

## Démographie
| 1948  | 1953  | 1961  | 1971 | 1981 | 1991 | 2002 | 2011 |
| ----- | ----- | ----- | ---- | ---- | ---- | ---- | ---- |
| 1 447 | 1 414 | 1 340 | 977  | 900  | 676  | 639  | 556  |

|  |

## Personnalité
Gostinica est le village natal de Mihailo Milovanović (1879-1941), qui fut peintre, sculpteur et écrivain et qui est considéré comme l'un des plus grands peintres serbes de la première moitié du XXe siècle.